# Sieglinde Dick
Sieglinde Dick (Sieglinde Franzke) (* 19. Juni 1943 in Potsdam; † 10. März 2003 in Münchehofe) war 1960 der erste weibliche Jockey der DDR, Distanzreiterin und Schriftstellerin.

## Leben und Wirken
Sieglinde Dicks Vater war einfacher Arbeiter, er fiel 1945 im Zweiten Weltkrieg. Ihre Mutter sorgte als Haushaltshilfe für den gemeinsamen Unterhalt. Neben ihrer Lieblingsbetätigung, dem Lesen, entdeckte Sieglinde Dick früh ihre Leidenschaft für Pferde und das Reiten. Elfjährig wurde sie Mitglied in der GST-Reitsportgemeinschaft, einer Sektion der Massenorganisation Gesellschaft für Sport und Technik zur Heranbildung von Spitzensportlern. Parallel war sie Mitglied des Lesebeirats ihrer Bibliothek. Insbesondere eine Lesung des Kinderbuchautoren Hanns Krause, der eine Pferdegeschichte ausgewählt hatte, beeindruckte sie. Mit Krause unterhielt sie viele Jahre danach regen Briefkontakt. Nach Beendigung der Schule arbeitete Sieglinde Dicks ein Jahr lang als Tierpflegerin im Tierpark Berlin.
Ihr eigentlicher Berufswunsch „Jockey“ war in den späten 1950er-Jahren ungewöhnlich für eine junge Frau. Trotzdem absolvierte sie von 1960 bis 1963 eine Rennreiter-Ausbildung auf der Galopprennbahn Berlin-Hoppegarten. Als erster weiblicher Profi-Jockey der DDR schrieb sie Sportgeschichte. Bis 1972 startete sie für verschiedene Hoppegartener Rennställe und arbeitete parallel dazu als Reitlehrerin.
Nach dem Ende ihrer Karriere als Rennreiterin verfasste sie unter anderem mehrere (Jugend-)Bücher über das Thema weibliche Jockeys. Motive des autobiografisch gefärbten Romans Gerlinde der Jockei wurden vom DDR-Fernsehen unter dem Titel Jockei Monika verfilmt. Dieses Buch war auch Grundlage des gleichnamigen Hörspiels, welches 1974 für den Rundfunk der DDR produziert wurde. Nach Motiven des Buches Sattel im Gepäck entstand 1981 der DEFA-Film Platz oder Sieg? unter der Regie von Claus Dobberke.
Dem Reiten blieb Sieglinde Dick weiterhin verbunden. Als Distanzreiterin belegte sie bei den Deutschen Meisterschaften 1998 und 1999 jeweils den dritten, 2001 den zweiten Platz. Mit 55 Jahren nahm sie auf ihrem Traberwallach „Flyer“ an den Weltmeisterschaften im Distanzreiten in Dubai teil. Nebenher betrieb sie nach dem Fall der Mauer einen eigenen Reiterhof in Münchehofe in Brandenburg.
Sieglinde Dick erlag 2003 einem Krebsleiden. Ihr Grab befindet sich auf dem Friedhof Münchehofe.

## Veröffentlichungen
- Gerlinde der Jockei. Verlag Neues Leben, Berlin, 1972 (unter dem Titel Ich liebe alle Pferde, Franz Schneider Verlag, München, 1974 nochmals veröffentlicht)
- Ausgerechnet Michael! Kinderbuchverlag, Berlin, 1975
- Sattel im Gepäck. Verlag Neues Leben, Berlin, 1975
- Ein Pferd, ein Freund, ein Baby. Verlag Neues Leben, Berlin 1986